# Caladium smaragdinum
Caladium smaragdinum là một loài thực vật có hoa trong họ Ráy (Araceae). Loài này được K.Koch & C.D.Bouché mô tả khoa học đầu tiên năm 1853.